# Matěj Krsek
Matěj Krsek (* 13. května 2000 Praha) je český atlet, reprezentant v běhu na 400 m a ve štafetách na 4 × 400 metrů. Je medailistou z mistrovství světa, pětinásobným mistrem ČR a také dvojnásobným halovým českým šampionem. Běžel finále na halovém mistrovství Evropy i halovém mistrovství světa. Patří mu několik národních rekordů v mládežnických kategoriích.

## Život
Krsek se narodil v Praze, jeho otcem je bývalý český dálkař Ivo Krsek, atletice se věnovala i maminka Lenka. Místo dálky nebo sprintů podle rodičů si vybral disciplínu běh na 400 m. Atleticky vyrůstal na Kladně u trenérky Hany Větrovcové, až později přestoupil do pražského Olympu k Miroslavu Záhořákovi.

## Sportovní kariéra
Premiéru na velké akci mezi dospělými zažil na mistrovství světa v roce 2022 v Eugene. Spolu s Pavlem Maslákem, Michalem Desenským a Patrikem Šormem postoupili ve štafetě 4 × 400 m až do finále, kde doběhli osmí v novém národním rekordu 3:01,63. Při své první individuální účasti postoupil na ME 2022 v Mnichově do semifinále. Se štafetou ve stejném složení jako na MS postoupili do finále, kde obsadili šestou příčku.
V březnu 2023 se na halovém ME díky vylepšení osobního rekordu na 46,03 s dostal do prvního velkého individuálního finále, kde skončil pátý. V červnu téhož roku rozbíhal smíšenou štafetu ve složení Krsek, Tereza Petržilková, Vít Müller a Lada Vondrová, která v národním rekordu a rekordu šampionátu 3:12,34 ovládla Evropské hry. Na mistrovství světa v Budapešti pak vybojoval se smíšenou štafetou na 4 × 400 metrů bronzovou medaili ve vylepšeném národním rekordu 3:11,98 (místo Müllera tentokrát běžel Patrik Šorm). Mužská štafeta Krsek, Maslák, Müller, Šorm pak opět vylepšila národní rekord, tentokrát na hodnotu 3:00,99. Na postup do finále to však nestačilo.
V únoru 2024 se stal druhým českým atletem, který v hale zaběhl čas pod 46 sekund. Na březnovém halovém MS zaznamenal v rozbězích nejrychlejší čas ze všech a dokázal postoupit až do finále. Zde doběhl na 6. místě. Na mistrovství Evropy 2024 v Římě obsadil se smíšenou štafetou Krsek, Vondrová, Müller, Malíková 6. místo. Krskův výkon v individuálním rozběhu pak poznamenaly zdravotní problémy a do mužské štafety už proto nenastoupil.
Na Letních olympijských hrách 2024 v Paříži si v opravném běhu vylepšil osobní rekord na 45,53 s, skončil však druhý a do semifinále tak nepostoupil.

## Osobní rekordy

### Dráha
- běh na 400 metrů – 45,53 s – 5. srpna 2024, Paříž

### Hala
- běh na 400 metrů – 45,85 s – 4. února 2025, Ostrava

### Národní štafetové rekordy
- štafeta 4 × 400 m (dráha) – 3:00,99 min – 26. srpna 2023, Budapešť
- smíšená štafeta 4 × 400 m (dráha) – 3:11,98 min – 19. srpna 2023, Budapešť